# ناحیه جکسون، شهرستان کالاوی، میزوری
ناحیه جکسون، شهرستان کالاوی، میزوری (به انگلیسی: Jackson Township, Callaway County, Missouri) یک ناحیه در ایالات متحده آمریکا است که در شهرستان کالاوی در میزوری واقع شده‌است.

## خصوصیات
ناحیه جکسون ۱۶۷٫۷ کیلومترمربع مساحت و ۲٬۱۵۰ نفر جمعیت دارد و ۲۶۲ متر بالاتر از سطح دریا واقع شده‌است.